# 해양심층수
전시언(海洋深層水)은 수심 200미터 아래의 깊은 바다에 있는 물이다. 줄임말로 심층수라고도 한다. 표층에 있는 바닷물과는 다른 성질을 가지고 있다. 해양심층수는 지구상의 가장 깨끗한 식수원이기도 하기 때문에, 일본 등 일부 국가에서는 식음료 등 관련 상품이 큰 시장을 형성하고 있다. 세계 각국에서 연구에 박차를 가하고 있으며, 대한민국 역시 정부 차원에서 많은 투자를 하고 있다.

## 특징
해양심층수는 수심이 깊고 움직임이 적은 '안정된 바다'에 있는 물이다. 바닷속 대류에 의해 이동하며, 지구의 기후에도 막대한 영향을 미친다. 대체로 온도가 낮은 심층수는 영양 염류가 풍부하다. 또한 대기의 영향을 거의 받지 않기 때문에 표층에 비해 변화가 적다. 햇빛이 충분히 닿지 않기 때문에 식물성 플랑크톤이 적고, 표면에 있는 물과도 섞이기 어렵기 때문에 용존 산소량 또한 적다.
미네랄이 풍부하고 채취 과정에서 오염이 거의 발생하지 않으며 매장량이 거의 무제한이다. 이론상으로는 깊은 바다에 수도관만 연결시키면 채취가 가능할 정도이므로 생산 비용도 저렴하다.

## 청정성
하천이나 댐 등에서 채취한 표층수와 비교해서 해양심층수는 일반세균이 거의 존재하지 않고 고압(200m기준 약20기압)의 환경에서 무기영양소가 상대적으로 매우 높다.
미국의 대표적인 심해 유인잠수정 앨빈호(Alvin, 우즈홀 해양연구소 소속)가 사고로 심층수가 고여있는 해저 1540m까지 침몰했다가 약 1년 뒤에야 인양된 적이 있는데, 진공 상태의 밀폐성 등의 이유에서인지 앨빈호 안에는 승무원들이 먹다 남은 음식이 전혀 썩지 않고 그대로인 채 발견되었다고 보도된 바 있다.

## 개발
해양심층수는 지구상에서 채취 가능한 식수 중 가장 청정한 것이기 때문에 세계 각국은 연구와 산업화에 많은 노력을 기울이고 있다. 특히 일본에서는 해양심층수가 음료, 스파(spa)를 비롯한 각종 건강 상품으로 큰 시장이 형성되어 있는 상태다.
2000년대 들어서는 대한민국 정부에서도 심층수 관련 산업을 육성하기 위해 다양한 지원을 하고 있다. 국립 연구기관인 해양심층수연구센터를 2004년 5월에 설립하여 심층수에 대한 연구개발을 하고 있으며, 일본 자본 등과 합작으로 심층수 관련 상품을 개발, 판매 중이다.
대교와 강원도, 고성군, 일본KIBI 시스템이 투자한 민관합자법인회사인 '강원심층수'가 강원도 고성군에 설립되었고, 심층수와 관련된 음료, 김치 등을 일본 등에 수출하고 있다. 특히 일본 후쿠시마 원전 사고 여파로 청정 식수에 대한 수요가 폭증하자 일본으로부터 주문이 쇄도하기도 하였다.

## 같이 보기
- 해수담수화

## 참고 문헌
1. ↑  '해양심층수' 2천억 시장 뜬다 - 조선일보, Sep 18, 2006
2. 1 2 3 4  [해양 심층수] 도대체 무슨 물이 석유값의 10배야? 한국경제 생글생글21호 2005년 11월 28일
3. ↑  ([해양수산부] 해양심층수의 정의는 무엇이며 어떤 특성이 있는지요?)https://www.mof.go.kr/iframe/article/view.do?articleKey=4731&boardKey=27&menuKey=376&currentPageNo=1 보관됨 2021-10-28 - 웨이백 머신
4. ↑  동해 저 깊은 곳에 출렁이는 '해양심층수' 강국의 꿈 - 시사저널, Jun 24, 2008
5. ↑  먹는 해양심층수 이용부담금 낮춰진다, 연합뉴스 2014/09/08
6. ↑  한국해양연구원 해양심층수연구센터 홈페이지
7. ↑  고성 해양심층수 주문 쇄도 - 한국수산경제신문, 2011.04.02
8. ↑  [강원] 日지진으로 고성 해양심층수 불티, 조선일보 2011.03.30

- [참고](해양수산부-2020년도 해양심층수 시행계획 공고- 해양심층수의 개발 및 관리에 관한 법률 」 제 5 조)https://www.mof.go.kr/article/view.do?menuKey=375&boardKey=9&articleKey=32158 보관됨 2021-10-28 - 웨이백 머신